# 1230
| [ Edytuj tabelę ]                          |                                                     |
| Książę Małopolski                          | - 1229 Konrad I mazowiecki 1232                     |
| Książę Wielkopolski                        | - 1229 Władysław Odonic 1239                        |
| Król Angkoru                               | - 1218 Indrawarman II 1244                          |
| Król Anglii                                | - 1216 Henryk III 1272                              |
| Król Aragonii i Walencji, hrabia Barcelony | - 1213 Jakub I Zdobywca 1276                        |
| Książę Bawarii                             | - 1183 Ludwik I 1231                                |
| Margrabia Brandenburgii                    | - 1220 Otto III 1267                                |
| Książę Burgundii                           | - 1218 Hugo IV 1272                                 |
| Cesarz Bizancjum                           | - 1222 Jan III Dukas Watatzes 1254                  |
| Car Bułgarii                               | - 1218 Iwan Asen II 1241                            |
| Cesarz Chin                                | - 1224 Song Lizong 1264                             |
| Król Cypru                                 | - 1218 Henryk I 1253                                |
| Król Czech                                 | - 1198 Przemysł Ottokar I 1230 - 1230 Wacław I 1253 |
| Król Danii                                 | - 1202 Waldemar II Zwycięski 1241                   |
| Władca Egiptu                              | - 1218 Al-Kamil 1238                                |
| Król Francji                               | - 1226 Ludwik IX Święty 1270                        |
| Król Gruzji                                | - 1223 Rusudan 1245                                 |
| Hrabia Holandii                            | - 1222 Floris IV Holenderski 1234                   |
| Cesarz Japonii                             | - 1221 Go-Horikawa 1232                             |
| Kalif                                      | - 1226 Al-Mustansir 1242                            |
| Król Kastylii                              | - 1217 Ferdynand III Święty 1252                    |
| Król Kastylii i Leónu                      | - 1230 Ferdynand III Święty 1252                    |
| Patriarcha Konstantynopola                 | - 1222 German II 1240                               |
| Władca Korei                               | - 1213 Kojong 1259                                  |
| Król Leónu                                 | - 1188 Alfons IX 1230                               |
| Książę Litwy                               | - 1219 Dowsprunk 1238                               |
| Cesarz Łaciński                            | - 1228 Baldwin II de Courtenay 1261                 |
| Kalif Maroka                               | - 1229 Idris I 1232                                 |
| Król Nawarry                               | - 1194 Sanczo VII 1234                              |
| Król Norwegii                              | - 1217 Haakon IV Stary 1263                         |
| Hrabia Palatynatu                          | - 1227 Otton I Bawarski 1253                        |
| Papież                                     | - 1227 Grzegorz IX 1241                             |
| Król Portugalii                            | - 1223 Sancho II 1248                               |
| Sułtan Rumu                                | - 1220 Kajkubad I 1237                              |
| Książę Rusi halickiej                      | - 1229 Daniel II 1235                               |
| Cesarz Rzymski (niemiecki)                 | - 1220 Fryderyk II 1250                             |
| Książę Saksonii                            | - 1212 Albrecht I 1260                              |
| Król Serbii                                | - 1228 Stefan Radosław 1234                         |
| Król Singasari                             | - 1227 Anuśpati 1248                                |
| Król Szkocji                               | - 1214 Aleksander II 1249                           |
| Król Szwecji                               | - 1229 Knut Długi 1234                              |
| Doża Wenecji                               | - 1229 Jacopo Tiepolo 1249                          |
| Król Węgier                                | - 1205 Andrzej II 1235                              |
| Wielki mistrz zakonu krzyżackiego          | - 1209 Hermann von Salza 1239                       |

Rok 1230 / MCCXXX
stulecia: XII wiek ~
XIII wiek ~
XIV wiek

lata: 1220 «
1225 «
1226 «
1227 «
1228 «
1229 «
1230
» 1231
» 1232
» 1233
» 1234
» 1235
» 1240

## Wydarzenia w Polsce
- Henryk Brodaty w wyniku kolejnych walk o kasztelanię lubuską, na czele wojsk śląskich dotarł w okolice Berlina[1].
- Krzyżacy ułożyli się z biskupem Chrystianem i rozpoczęli działania wojenne, posuwając się w dół Wisły
- Krzyżacy przekroczyli Wisłę budując w okolicach dzisiejszego Torunia mały gródek. Jedną z pierwszych ofiar stał się niejaki Pipin siedzący w zameczku Piegża. Zbrojni mnisi rozcięli mu brzuch, przybili kiszki do drzewa i ganiali wokół. Podboju Prus dokonali Krzyżacy metodami, wobec których śmierć Pipina nie jest niczym wyjątkowym[2].
- Pożar kościoła katedralnego w Krakowie.

## Wydarzenia na świecie
- 9 marca – Bułgarzy zwyciężyli w bitwie pod Kłokotnicą, klęska Teodora Angelosa[3].
- 23 lipca – zawarto Pokój w San Germano
- 30 grudnia – w kościele św. Ambrożego we Florencji miał miejsce tzw. cud eucharystyczny.
- Władzę na Litwie objął Mendog i dopiero od tego czasu można mówić o jednolitym państwie litewskim.
- Król Ferdynand III łączy León i Kastylię[2].

## Urodzili się
- Beatrycze II d’Este, włoska benedyktynka, błogosławiona katolicka (zm. 1262)
- Małgorzata Sambiria, królowa Danii (zm. 1282)

## Zmarli
- 30 stycznia – kardynał Pelagio Galvani, biskup Albano i dziekan Kolegium Kardynalskiego, były dowódca V krucjaty (ur. 1165)
- kwiecień – Bertrand z Garrigue, francuski dominikanin, błogosławiony katolicki (ur. ok. 1195)
- 13 maja – Kazimierz I Opolski, książę opolski z dynastii Piastów (ur. 1178–1180)
- 23/24 września – Alfons IX, król Leónu (ur. 1171)
- 15 grudnia – Przemysł Ottokar I, król Czech (ur. ok. 1155)

## Święta ruchome
- Wielkanoc: 7 kwietnia